# Lista över furstestater i Indien

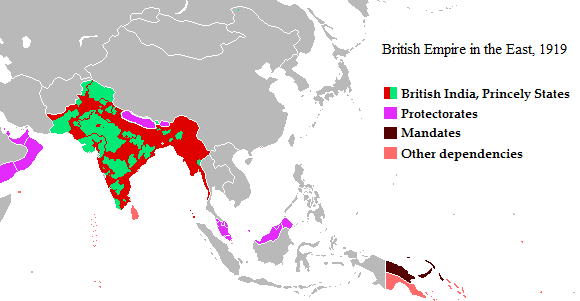
Brittiska Indien, direktstyrd koloni.
Furstestater, indirekt styrda av Storbritannien.

Lista över furstestater i Indien visar de hundratals furstestater som fanns vid sidan av den direktstyrda kolonin Brittiska Indien. Formellt sett var furstestaterna fristående statsbildningar som regerades av inhemska monarker och inte del av Brittiska Indien, men i realiteten hade den brittiska kolonialmakten stort inflytande och de var så djupt politiskt och ekonomiskt integrerade med kolonin att de i praktiken var brittiska vasallstater.
Totalt fanns över 650 småfurstendömen i Sydasien på 1800- och 1900-talen. Britternas relation till dem varierade beroende på furstestaternas storlek och de styrande dynastiernas rang, de största och viktigaste utgjorde egna residentskap där en brittisk resident skickades exklusivt till deras hov för att representera centralregeringen och vicekungens intressen. Den absoluta merparten av furstestaterna var dock små och styrdes av furstar av lägre rang, så de organiserades i regionala agentskap där de gruppvis hade diplomatiska relationer med antingen centralregeringen eller en av Brittiska Indiens provinser. Vissa furstestater var under provinsernas suzeränitet utan att vara del av ett agentskap.
Efter Indien och Pakistans självständighet 1947 införlivades samtliga furstestater förutom Sikkim i någon av de nya statsbildningarna.

## A
| Namn      | Salutskott | Invånarantal (1901) | Areal km² | Stats/hovreligion | Majoritetsreligion | Representation i Furstekammaren | Regional indelning                |
| --------- | ---------- | ------------------- | --------- | ----------------- | ------------------ | ------------------------------- | --------------------------------- |
| Ajaigarh  | 11         | 78 000              | 1 997     | Hinduism          | Hinduism           | Direkt                          | Central India Agency              |
| Akalkot   | 0          | 82 047              | 1 290     | Hinduism          | Hinduism           | Direkt                          | Bombays presidentskap             |
| Alirajpur | 11         | 50 185              | 2 165     | Hinduism          | Animism            | Direkt                          | Central India Agency              |
| Alwar     | 15         | 828 487             | 8 135     | Hinduism          | Hinduism           | Direkt                          | Rajputana Agency                  |
| Amb       | 0          | 31 622              | 698       | Islam             | Islam              | Ingen                           | North-West Frontier States Agency |
| Athgarh   | 0          | 43 784              | 1 890     | Hinduism          | Hinduism           | Indirekt                        | Punjab States Agency              |
| Athmallik | 0          | 40 753              | 1 890     | Hinduism          | Hinduism           | Indirekt                        | Bengalens presidentskap           |
| Aundh     | 0          | 63 924              | 1 158     | Hinduism          | Hinduism           | Indirekt                        | Bombays presidentskap             |

## B
| Namn         | Salutskott | Invånarantal (1901) | Areal km² | Stats/hovreligion | Majoritetsreligion | Representation i Furstekammaren | Regional indelning                 |
| ------------ | ---------- | ------------------- | --------- | ----------------- | ------------------ | ------------------------------- | ---------------------------------- |
| Baghal       | 0          | 25 720              | 321       | Hinduism          |                    | Indirekt                        | Punjab States Agency               |
| Baghat       | 0          | 9 490               | 93        | Hinduism          |                    | Indirekt                        | Punjab States Agency               |
| Bahawalpur   | 17         | 720 877             | 38 850    | Islam             | Islam              | Direkt                          | Punjab States Agency               |
| Balasinor    | 9          | 32 618              | 490       | Islam             | Hinduism           | Direkt                          | Central India Agency               |
| Balsan       | 0          | 148                 |           | Hinduism          |                    | Ingen                           |                                    |
| Bamra        | 0          | 123 378             | 5 149     | Hinduism          |                    | Direkt                          | Centralprovinserna                 |
| Banganapalle | 9          | 32 264              | 660       | Islam             | Hinduism           | Direkt                          | Madras presidentskap               |
| Bansda       | 9          | 40 382              | 557       | Hinduism          | Hinduism           | Direkt                          | Bombays presidentskap              |
| Banswara     | 15         | 165 350             | 5 040     | Hinduism          | Animism            | Direkt                          | Rajputana Agency                   |
| Baoni        | 11         | 19 780              | 316       | Islam             | Hinduism           | Direkt                          | Central India Agency               |
| Baramba      | 0          | 38 260              | 347       | Hinduism          | Hinduism           | Indirekt                        | Bengalens presidentskap            |
| Baraundha    | 9          | 15 724              | 565       | Hinduism          | Hinduism           | Direkt                          | Central India Agency               |
| Bariya       | 9          | 81 579              | 325       | Hinduism          | Hinduism           | Ingen                           | Central India Agency               |
| Baroda       | 21         | 1 952 692           | 20 976    | Hinduism          | Hinduism           | Direkt                          | Barodas residentskap               |
| Barwani      | 11         | 76 136              | 3 051     | Hinduism          | Hinduism           | Direkt                          | Central India Agency               |
| Bashahr      | 0          | 533 212             | 2 328     | Hinduism          |                    | Direkt                          |                                    |
| Basoda       | 0          | 4 987               | 175       | Islam             |                    | Direkt                          | Central India Agency               |
| Bastar       | 0          | 306 501             | 33 830    | Hinduism          | Animism            | Direkt                          | Centralprovinserna                 |
| Baudh        | 0          | 88 250              | 3 274     | Hinduism          | Hinduism           | Direkt                          | Bengalens presidentskap            |
| Benares      | 13         |                     | 2 266     | Hinduism          |                    | Direkt                          | Förenade provinserna Agra och Oudh |
| Bhadarwa     |            |                     |           |                   |                    |                                 |                                    |
| Bhajji       | 0          | 13 309              | 249       | Hinduism          |                    | Indirekt                        | Punjab States Agency               |
| Bharatpur    | 17         | 626 665             | 5 133     | Hinduism          | Hinduism           | Direkt                          | Rajputana Agency                   |
| Bhavnagar    | 13         | 412 664             | 7 407     | Hinduism          | Hinduism           | Direkt                          | Bombays presidentskap              |
| Bhopal       | 19         | 665 691             | 17 765    | Islam             | Hinduism           | Direkt                          | Central India Agency               |
| Bhor         | 9          | 137 268             | 3 862     | Hinduism          | Hinduism           | Direkt                          | Bombays presidentskap              |
| Bija         | 0          | 1 131               | 13        | Hinduism          | Hinduism           |                                 | Punjab States Agency               |
| Bijawar      | 11         | 110 500             | 2 520     | Hinduism          | Hinduism           | Direkt                          | Central India Agency               |
| Bikaner      | 17         | 584 627             | 60 375    | Hinduism          | Hinduism           | Direkt                          | Rajputana Agency                   |
| Bilaspur     | 11         | 90 873              | 1 160     | Hinduism          | Hinduism           | Direkt                          | Punjab States Agency               |
| Bundi        | 17         | 171 227             | 5 750     | Hinduism          | Hinduism           | Direkt                          | Rajputana Agency                   |

## C
| Namn                  | Salutskott | Invånarantal (1901) | Areal km² | Stats/hovreligion | Majoritetsreligion | Representation i Furstekammaren | Regional indelning                |
| --------------------- | ---------- | ------------------- | --------- | ----------------- | ------------------ | ------------------------------- | --------------------------------- |
| Cannanore             |            | 27 811              |           | Islam             |                    |                                 | Madras presidentskap              |
| Chamba                | 11         | 127 834             | 8 329     | Hinduism          | Hinduism           | Direkt                          | Punjab States Agency              |
| Charkhari             | 11         | 123 954             | 1 820     | Hinduism          | Hinduism           | Direkt                          | Central India Agency              |
| Chhattarpur           | 11         | 156 139             | 2 888     | Hinduism          | Hinduism           | Direkt                          | Central India Agency              |
| Chhuikadan            | 0          | 2 085               | 399       | Hinduism          |                    | Indirekt                        | Centralprovinserna                |
| Chitral               | 11         | 50 000a             | 7 200     | Islam             | Islam              |                                 | North-West Frontier States Agency |
| Chutia Nagpurs stater |            | 982 439b            | 41 580b   | Hinduism          | Hinduism           |                                 | Bengalens presidentskap           |
| Cochin                | 17         | 812 025             | 3 528     | Hinduism          | Hinduism           | Direkt                          | Madras presidentskap              |

a Uppskattning från 1908.

b Folkmängd och areal sammanlagt för de nio lydrikena på högplatån Chota Nagpur (Sarguja, Gangpur, Udaipur, Jashpur, Bonai, Korea, Chang Bhakar, Kharsawan och Seraikella).

## D
| Namn         | Salutskott | Invånarantal (1901) | Areal km² | Stats/hovreligion | Majoritetsreligion | Representation i Furstekammaren | Regional indelning                |
| ------------ | ---------- | ------------------- | --------- | ----------------- | ------------------ | ------------------------------- | --------------------------------- |
| Danta        | 9          | 15 262              | 899       | Hinduism          | Hinduism           | Direkt                          | Bombays presidentskap             |
| Darkoti      | 0          | 518                 | 21        | Hinduism          | Hinduism           | Indirekt                        | Punjab States Agency              |
| Daspalla     | 0          | 51 987              | 1 471     | Hinduism          | Hinduism           | Indirekt                        | Bengalens presidentskap           |
| Datia        | 15         | 173 759             | 2 359     | Hinduism          | Hinduism           | Direkt                          | Central India Agency              |
| Dewas Junior | 15         | 54 904              | 1 139     | Hinduism          | Hinduism           | Direkt                          | Central India Agency              |
| Dewas Senior | 15         | 62 312              | 1 154     | Hinduism          | Hinduism           | Direkt                          | Central India Agency              |
| Dhami        | 0          | 4 505               | 67        | Hinduism          | Hinduism           | Indirekt                        | Punjab States Agency              |
| Dhar         | 15         | 142 115             | 4 597     | Hinduism          | Hinduism           | Direkt                          | Central India Agency              |
| Dharampur    | 9          | 100 430             | 1 823     | Hinduism          | Hinduism           | Direkt                          | Bombays presidentskap             |
| Dhenkanal    | 0          | 273 662             | 3 789     | Hinduism          | Hinduism           | Direkt                          | Bengalens presidentskap           |
| Dholpur      | 15         | 270 973             | 2 991     | Hinduism          | Hinduism           | Direkt                          | Rajputana Agency                  |
| Dhrangadhra  | 13         | 70 880              | 2 958     | Hinduism          | Hinduism           | Direkt                          | Bombays presidentskap             |
| Dhrol        | 9          | 21 906              | 733       | Hinduism          | Hinduism           | Direkt                          | Bombays presidentskap             |
| Dir          |            | 100 000c            | 14 234d   | Islam             | Islam              |                                 | North-West Frontier States Agency |
| Dujana       |            | 24 174              | 259       | Islam             |                    |                                 | Punjabprovinsen                   |
| Dungarpur    | 15         | 100 103             | 3 745     | Hinduism          | Hinduism           | Direkt                          | Rajputana Agency                  |

c Uppskattning från 1908.

d Exakt yta osäker på grund av otydlig gränsdemarkering, uppskattning på 5000-6000 engelska kvadratmil från 1908.

## F
| Namn     | Salutskott | Invånarantal (1901) | Areal km² | Stats/hovreligion | Majoritetsreligion | Representation i Furstekammaren | Regional indelning   |
| -------- | ---------- | ------------------- | --------- | ----------------- | ------------------ | ------------------------------- | -------------------- |
| Faridkot | 11         | 124 912             | 1 661     | Sikhism           | Sikhism            | Direkt                          | Punjab States Agency |

## G
| Namn    | Salutskott | Invånarantal (1901) | Areal km² | Stats/hovreligion | Majoritetsreligion | Representation i Furstekammaren | Regional indelning   |
| ------- | ---------- | ------------------- | --------- | ----------------- | ------------------ | ------------------------------- | -------------------- |
| Gondal  | 11         | 162 869             | 2 652     | Hinduism          | Hinduism           | Direkt                          | Kathiawar Agency     |
| Gwalior | 21         | 2 933 001           | 64 856    | Hinduism          | Hinduism           | Direkt                          | Central India Agency |

## H
| Namn      | Salutskott | Invånarantal (1901) | Areal km² | Stats/hovreligion | Majoritetsreligion | Representation i Furstekammaren | Regional indelning      |
| --------- | ---------- | ------------------- | --------- | ----------------- | ------------------ | ------------------------------- | ----------------------- |
| Hindol    | 0          | 162 869             | 2 652     | Hinduism          | Hinduism           | Indirekt                        | Bengalens presidentskap |
| Hunza     | 0          | 10 126e             | 10 000e   | Islam             | Islam              |                                 | Gilgit Agency           |
| Hyderabad | 21         | 11 141 142          | 214 187   | Islam             | Hinduism           | Direkt                          | Hyderabads residentskap |

e Uppskattning från 1911.

## I
Idar ~ Indore

## J
Jafarabad och Janjira ~ Jaipur ~ Jaipur Semindari ~ Jaisalmer ~ Jambughoda ~ Jamkhandi ~ Jammu och Kashmir ~ Jaora ~ Jasdan ~ Jaso ~ Jath ~ Jawhar ~ Jhabua ~ Jigni ~ Jind ~ Jobat ~ Jodhpur ~ Jubbal ~ Junagadh

## K
Kalahandi ~ Kalat ~ Kalsia ~ Kamadhia ~ Kambay ~ Kamta Rajaula ~ Kanika ~ Kanker ~ Karauli ~ Kapurthala ~ Kawardha ~ Keonjhar ~ Keonthal ~ Khairagarh  ~ Khairpur ~Khandpara ~ Kharan ~ Kharsawan~ Khayrpur~ Khilchipur~ Kishangarh ~ Kolhapur ~ Korea ~ Kotah ~ Kumharsain ~ Kunihar ~ Kurandvad Junior Branch ~ Kurandvad Senior Branch ~ Kurwai ~ Kutch ~ Kutch Behar ~ Kuthar

## L
Lakhtar ~ Las Bela ~ Lathi ~ Limbdi ~ Loharu ~ Lunavada

## M
Mahlog ~ Maihar ~ Makrai ~ Makran ~ Maler Kotla ~ Manavadar ~ Mandi ~ Mangal ~ Manipur ~ Mayurbhanj ~ Miraj Junior Branch ~ Miraj Senior Branch ~ Morvi ~ Mudhol ~ Muhammadgarh ~ Mysore

## N
Nabha ~ Nagar ~ Nagodh ~ Nalagarh ~ Nandgaon ~ Narsinghgarh ~ Narsinghpur ~ Nawangar ~ Navanagar ~ Nayagarh ~ Nepal ~ Nilgiri

## O
Orchha

## P
Pal Lahara ~ Palampur ~ Palitana ~ Panna ~ Partabgarh ~ Pataudi ~ Pathari ~ Patiala ~ Patna ~ Phaltan ~ Porbandar ~ Pudukkottai

## Q
Qalat

## R
Radhanpur ~ Raigarh ~ Rairakhol ~ Raigarh ~ Rajkot ~ Rajpipla ~ Rampur ~ Ratlam ~ Rewa

## S
Sachin ~ Sakti ~ Samthar ~ Sandur ~ Sangli ~ Sangri ~ Sant ~ Sarangarh ~ Savantvadi ~ Savanur ~ Seraikella ~ Shahpura ~ Shailana ~ Sikkim ~ Sirmur ~ Sirohi ~ Sitamau ~ Sohawal ~ Sonpur ~ Suket ~ Sundem ~ Surgana ~ Surguja~ Svat

## T
Talcher ~ Tehri-Garhwal ~ Tharoch ~ Tigiria ~ Tonk ~ Travancore ~ Tripura

## U
Udaipur (Mewar) ~ Udaipur (Madhya Pradesh)

## V
Vala ~ Vankaner

## W
Wadhwan